# Aspektorienterad programmering
Aspektorienterad programmering (AOP) är en programmeringsparadigm där modularisering sker på ett mer genomgripande sätt än vid objektorienterad programmering. Exempelvis är loggning en aspekt av ett program som många av programmets beståndsdelar bör delta i. Istället för att genomgående ändra alla beståndsdelarna för att stödja loggning, tillåter AOP att skapa en aspekt, loggning, som sedan automatiskt tillämpas av alla beståndsdelar.